# Parafia św. Michała Archanioła w Olszanach
Parafia św. Michała Archanioła w Olszanach – parafia rzymskokatolicka w dekanacie Ścinawa, diecezji legnickiej.
W parafii znajdują się 3 zabytkowe kościoły: kościół św. Michała Archanioła w Olszanach, kościół św. Wawrzyńca w Przychowej i kościół św. Michała Archanioła w Górzynie (obecnie w ruinie).

## Grupy parafialne
Ministranci, Żywy Różaniec